# Средно Постолар
Средно Постолар (на гръцки: Μέσοι Απόστολοι, Меси Апостоли) е село в Гърция, Егейска Македония, в дем Кукуш, в област Централна Македония.

## География
Селото се намира в дъното на Солунското поле, на 110 m надморска височина, на около 16 km югозападно от град Кукуш (Килкис) и на 1 km западно от Постолар (Апостоли) и на 2 km източно от Долно Постолар (Като Апостоли).

## История
Селото е създадено през 20-те години на XX век от гърци бежанци от Кавказ около гробищния храм на Постолар „Успение Богородично“. Признато е за отделно селище на 16 октомври 1940 година.
В 1987 година църквата „Успение Богородично“, която е от ΧΙΧ век, е обявена за защитен паметник.
Населението произвежда предимно пшеница.
| Година    | 1913 | 1920 | 1928 | 1940 | 1951 | 1961 | 1971 | 1981 | 1991 | 2001 | 2011 | 2021 |
| --------- | ---- | ---- | ---- | ---- | ---- | ---- | ---- | ---- | ---- | ---- | ---- | ---- |
| Население |      |      |      | 235  | 237  | 235  | 120  | 142  | 115  | 107  | 113  | 66   |